# Курча з чорносливом
«Курча з чорносливом» (фр. Poulet aux prunes) — копродукційний драматичний фільм Франції, Німеччини та Бельгії, поставлений у 2011 році Венсаном Паронно та Марджан Сатрапі за її однойменною графічною новелою 2004 року. Прем'єра стрічки відбулася 3 вересня 2011 року на Міжнародному кінофестивалі у Венеції, де фільм номінувався на головну нагороду — «Золотого лева»; 9 вересня того ж року фільм був показаний на Міжнародному кінофестивалі в Торонто .

## Сюжет
Тегеран, 1958 рік. Фарангісс (Марія де Медейроуш), розлютившись на свого чоловіка-музиканта Насера-Алі (Матьє Амальрік), який не попіклувався про їхніх дітей, розбиває його скрипку. Нассер-Алі купує нову скрипку в місцевій крамниці. По дорозі з крамниці він звертається до перехожої, правильно назвавши її на ім'я, але вона відповідає, що не впізнає його. Спробувавши вдома зіграти на новій скрипці, він залишається незадоволеним, і повертає її в крамницю. На пораду брата, Нассер-Алі вирушає в Решт, щоб купити скрипку Страдіварі. Однак, спробувавши на ній зіграти, він розуміє, що остаточно втратив бажання грати, а отже, жити. Обміркувавши різні способи самогубства, він нарешті вирішує лягти в своє ліжко і просто померти там.
В ліжку він розмірковує про своє життя, перед ним розгортаються картини з його минулого та майбутнього. У видінні майбутнього його старша дочка Лілі виходить заміж за чоловіка, якого мати схвалює, розлучається з ним, а потім заводить пристрасний роман з актором. Після того, як актор помер від серцевого нападу, Лілі курить, п'є і стає залежною від азартних ігор, переносить два серцеві напади і, зрештою, помирає після третього. Тим часом його молодший син переїжджає в Америку, народжує кількох дітей та стає дідусем, коли його донька із зайвою вагою потрапляє до лікарні з болями в шлунку й неочікувано народжує сина, якого називають Джиммі-Нассером.
Тим часом стурбована Фарангісс готує Насеру-Алі його улюблену страву - курча з чорносливом. Показано, як Фарангісс була закохана в Насера-Алі з дитинства і чекала на нього, коли він став відомим музикантом і гастролював світом. Після повернення його мати (Ізабелла Росселліні) змусила його одружитися з Фарангісс. Фарангісс намагається нагодувати Насера-Алі курчам з чорносливом, але він відмовляється, повторюючи, що ніколи не пробачить їй знищення його скрипки.
На п'ятий день, знаходячись ще живим, він згадує, що коли його мати помирала, вона просила його припинити молитися за неї, оскільки його молитви не давали їй померти, і вона відчувала біль. Коли він перестав молитися, її душа перетворилася на хмару диму, яка улетіла геть, а потім з'явилася над її могилою. Виявляється, що за Нассера-Алі молиться його син.
На шостий день Нассер-Алі бачить ангела смерті Азраєля. Хоча Нассер-Алі каже Азраєлю, що він передумав і більше не хоче помирати, Азраєль каже Нассеру-Алі, що вже занадто пізно.
В останній день свого життя Нассер-Алі мріє про Іран (Голшифте Фарахані). Нассер-Алі познайомився з нею, коли навчався грі на скрипці, і його вчитель сказав йому, що хоча його техніка бездоганна, його музиці бракувало душі. Нассер-Алі побачив Іран, що йшла вулицею, і пішов за нею до магазину годинників її батька. Купуючи в її батька годинник, він кілька разів навмисне пошкодив його, щоб повернутися в магазин і зустрітися з Іран. Закохавшись, Нассер-Алі освідчується Іран, і вона погоджується одружитись з ним. Однак її батько забороняє шлюб, бо вважає, що музикант Нассер-Алі не зможе забезпечити родину, й Іран підкоряється волі батька. Учитель музики розповідає Нассеру-Алі, що розбите серце нарешті перетворило його на великого музиканта, музиканта з душею, і дарує йому скрипку, яка належала його власному вчителю. Нассер-Алі вирушає у двадцятирічну подорож світом, а Іран одружується, стає матір'ю, а з часом і бабусею, але по радіоприймачу продовжує слухати концерти Нассера-Алі. 
По дорозі з крамниці музичних інструментів Нассер-Алі зустрічає Іран, яка гуляє зі своїм онуком. Нассер-Алі звертається до неї, Іран відповідає, що не пам'ятає його, а повернувши за ріг, починає плакати.
Нассер-Алі помирає у ліжку на восьмий день. Іран таємно відвідує його похорон.

## У ролях
| • Матьє Амальрік      | … | Нассер-Алі Кхан |
| • Едуар Баер          | … | Азраєль         |
| • Марія де Медейруш   | … | Фарінгіс        |
| • Гольшіфте Фарахані  | … | Айран           |
| • Ерік Каравака       | … | Абді            |
| • К'яра Мастроянні    | … | Лілі, доросла   |
| • Метіс Бур           | … | Кір             |
| • Енна Баллан         | … | Лілі            |
| • Дідьє Фламан        | … | учитель музики  |
| • Серж Аведікян       | … | батько Айран    |
| • Рона Гартнер        | … | Судабех         |
| • Жамель Деббуз       | … | жебрак          |
| • Ізабелла Росселліні | … | Парвін          |

## Знімальна група
- Автори сценарію — Марджан Сатрапі], Венсан Паронно
- Режисери-постановники — Марджан Сатрапі, Венсан Паронно
- Продюсер — Хенгамех Панагі
- Виконавчі продюсери — Жеремі Бюрдек, Франсуа-Ксав'є Декраєн, Надя Хамліші
- Асоційований продюсер — Франсуа-Ксав'є Декраєн
- Співпродюсери — Крістоф Бішу, Ремі Бура, Крістоф Фіссер, Геннінг Мольфентер, Адріан Політовськи, Жиль Ватеркейн, Чарлі Вебкен
- Лінійний продюсер — Жасмин Торбаті
- Оператор — Крістоф Бокарн
- Композитор — Олів'є Бернет
- Монтаж — Стефані Рош
- Художник-постановник — Удо Крамер
- Художник по костюмах — Мадлен Фонтен
- Художник-декоратор — Бернгард Генріх
- Підбір акторів — Анджа Дірберг, Валері Еспань

## Нагороди та номінації
| Список нагород та номінацій           | Список нагород та номінацій | Список нагород та номінацій                       | Список нагород та номінацій | Список нагород та номінацій | Список нагород та номінацій |
| Кінопремія                            | Дата церемонії              | Категорія                                         | Номінант(и)                 | Результат                   |                             |
| ------------------------------------- | --------------------------- | ------------------------------------------------- | --------------------------- | --------------------------- | --------------------------- |
| Венеційський кінофестиваль            | 2011                        | Золотий лев                                       | Курча з чорносливом         | Номінація                   |                             |
| Міжнародний кінофестиваль в Сан-Паулу | 2011                        | Найкращий фільм іноземною мовою                   | Курча з чорносливом         | Перемога                    |                             |
| Гентський міжнародний кінофестиваль   | 2011                        | Гран-прі за найкращий фільм                       | Курча з чорносливом         | Номінація                   |                             |
| Дублінський міжнародний кінофестиваль | 2011                        | Спеціальний приз журі критиків                    | Курча з чорносливом         | Перемога                    |                             |
| Кінофестиваль в Абу-Дабі              | 2011                        | Приз Чорна перлина за найкращий розповідний фільм | Курча з чорносливом         | Перемога                    |                             |